# Acolastus tadzhicus
Acolastus tadzhicus es un coleóptero de la familia Chrysomelidae.
Fue descrita científicamente por primera vez en 1968 por Lopatin.